# Phaonia umbrinervis
Phaonia umbrinervis este o specie de muște din genul Phaonia, familia Muscidae, descrisă de Stein în anul 1910. Conform Catalogue of Life specia Phaonia umbrinervis nu are subspecii cunoscute.